# Floss in the Bank
Floss in the Bank è un singolo del rapper statunitense Tyga, pubblicato il 14 gennaio 2019 su etichetta Last Kings.

## Tracce
1. Floss in the Bank – 2:31